# Ulundia deidamia
Ulundia deidamia är en insektsart som beskrevs av Rauno E. Linnavuori 1973. Ulundia deidamia ingår i släktet Ulundia och familjen Flatidae. Inga underarter finns listade i Catalogue of Life.